# Podvrška
Podvrška (kyrillisch: Подвршка) ist ein Dorf in der Opština Kladovo und im Bezirk Bor im Osten Serbiens.

## Einwohner
Die Volkszählung 2011 (Eigennennung) ergab, dass 981 Personen im Dorf leben.
Weitere Volkszählungen:
- 1948: 1910
- 1953: 1943
- 1961: 2056
- 1971: 2170
- 1981: 2111
- 1991: 1944
- 2002: 1143